# Хан Ён-ун
Хан Ён-ун (кор. 한용운; 29 августа 1879, Кёнсандо — 29 июня 1944, Кэйдзё) — корейский и буддийский общественный и религиозный деятель, поэт, монах. Более известен под псевдонимом Манхэ (кор. 만해). Придерживался идей буддийского социализма. В 1962 году Хан Ён-ун награждён (посмертно) Орденом «За заслуги в создании государства» Кореи.

## Биография
Родился 29 августа 1879 года в провинции Кёнсандо, во времена правления в Корее династии Чосон (ныне находится на территории Южной Кореи).
До принятия монашества в 1905 году (в храме Пэктамса на горе Сораксан) сопротивлялся принимать участие в вооружённом сопротивлении японским войскам. Участвовал в движении Самиль. 1 марта 1919 года Манхэ пришёл в парк Тапколь в центре Сеула, где была зачитана декларация независимости Кореи, однако восстание было подавлено. Манхэ и ещё 32 участника патриотического митинга приговорили к 7-летнему тюремному сроку. Однако Хан Ён-ун провёл в заключении 3 года.
Выйдя в 1922 году из тюрьмы, Манхэ оказал поддержку движению за экономическую самостоятельность Кореи. Был инициатором реформирования буддизма. В 1926 году выходит сборник его стихов «Ваше молчание» (кор. 님의 침묵), в котором сформулированы идеи о роли буддизма в реальной жизни. Поэзия Манхэ отличалась склонностью к бунтарству. Писал на темы от секса до национализма.
До конца жизни выступал за независимость Кореи, так в 1940 году принял участие в протесте против политики смены имён, а в 1943 году принял участие в демонстрации, которая была направлена против призыва корейской молодёжи в японскую армию. Умер 29 июля 1944 года в собственном доме в Кэйдзё (Сеул), который отказывался отапливать круглое время года в знак поддержки узников сопротивления. До приобретения Кореей независимости Манхэ не дожил один год.